# Notklobben
Notklobben är ett skär i Åland (Finland). Det ligger i Ålands hav och i kommunen Eckerö i landskapet Åland, i den sydvästra delen av landet. Ön ligger omkring 26 kilometer väster om Mariehamn och omkring 300 kilometer väster om Helsingfors.
Öns area är 2,2 hektar och dess största längd är 230 meter i sydöst-nordvästlig riktning. Trakten är glest befolkad. Närmaste större samhälle är Hammarland, 14,1 km öster om Notklobben.